# Mareuil-le-Port
Mareuil-le-Port ist eine französische Gemeinde mit 1151 Einwohnern (Stand 1. Januar 2022) im Département Marne in der Region Grand Est.

## Geografie
Mareuil-le-Port liegt im Marne-Tal, 20 Kilometer westlich von Épernay, dem Sitz der Unterpräfektur. Die Gemeinde besteht aus den drei Ortschaften Mareuil-le-Port, Port-à-Binson und Cerseuil. 

## Geschichte
Archäologische Funde belegen eine jungsteinzeitliche Besiedelung der Gegend. Das Grab von Mizy ist ein Erdgrab, das 1861 auf dem Gelände des aufgegebenen Hofes Mizy in Mareuil-le-Port entdeckt wurde.
Auf dem Gebiet der Ortschaft Port-à-Binson befand sich eine römische Siedlung.

### Bevölkerungsentwicklung
Die Einwohnerzahl von Mareuil-le-Port blieb in den vergangenen 40 Jahren bei leichten Schwankungen weitgehend konstant, blieb dabei aber im Schnitt hinter der gesamtfranzösischen Entwicklung zurück. Bei einem geringfügigen Geburtenüberschuss beruhen die Schwankungen im Wesentlichen auf Zuzug und Abwanderung.
| Jahr                       | 1962 | 1968 | 1975 | 1982 | 1990 | 1999 | 2010 | 2018 |
| Einwohner                  | 1245 | 1386 | 1403 | 1327 | 1392 | 1317 | 1198 | 1161 |
| Quellen: Cassini und INSEE |      |      |      |      |      |      |      |      |

## Sehenswürdigkeiten
Die als Monument historique eingestufte Kirche Saint-Remi stammt aus dem 12. bis 17. Jahrhundert. Der Turm und das Westportal wurden im 12. Jahrhundert errichtet. Das romanische Kirchenschiff wurde im 16. Jahrhundert erneuert. Das Querschiff und der Kopfbau sind im Renaissancestil gehalten.
- Dolmen bzw. Grab von Mizy

## Wirtschaft
Die Gemeinde ist vom Weinbau geprägt. Die Weine dürfen zur Champagnerherstellung verwendet werden.

## Partnerschaft
Mareuil-le-Port hat seit 1984 eine Städtepartnerschaft mit der rheinland-pfälzischen Ortsgemeinde Zornheim.

## Persönlichkeiten
- Roger Rondeaux (1920–1999), Radsportler